# Premier romantisme allemand
Pour les articles homonymes, voir Iéna (homonymie).
Le premier romantisme allemand (en allemand Frühromantik, 1797-1802 ou 1804), ou Cercle d'Iéna, désigne la première période du mouvement romantique en Allemagne, dont elle est le fondement. Ce mouvement reprend les fondations théoriques d'un renouveau esthétique et métaphysique initié par Wieland, Herder, Goethe, Schiller, Wolf, Schelling, Fichte.
Les principaux représentants de ce mouvement né à Iéna sont les frères Friedrich et August Wilhelm Schlegel, leurs compagnes respectives Dorothea Veit et Caroline Böhmer, Novalis, Ludwig Tieck, Friedrich Schleiermacher et Johann Gottlieb Fichte.

## Genèse
C'est à partir de l'automne 1799 que Friedrich Schlegel s'installe à Iéna. « Véritable temple de la pensée, la ville est alors le centre de la philosophie allemande post-kantienne. » Son frère Auguste y est installé depuis 1796, professeur d'université dès 1798, et participe à la revue Les Heures, animée par Schiller dès 1795, puis à son Almanach des Muses (Musenalmanach, 1796-1800). Auguste Schlegel entretient alors une correspondance avec Goethe ; il se brouille avec Schiller à partir de 1798. Friedrich Schlegel, revenu de Berlin où il séjournait depuis 1797, y a rencontré Ludwig Tieck et Wilhelm Heinrich Wackenroder. Cette rencontre fonde le Cercle d'Iéna, qui, à travers une théorie du renouvellement de la littérature allemande, se détache de l'influence de Goethe. Ce dernier, qui n'apprécie plus guère Friedrich Schlegel, gardera un souvenir amer de la scission, et appelle rétrospectivement dans sa correspondance les frères Schlegel des « monarques absolus et despotes. Chaque matin des proscriptions nouvelles ou des exécutions : les listes se couvraient de noms, les échafauds se dressaient. » C'est par l'Athenaeum que Friedrich Schlegel rassemblera autour de son nom les premiers romantiques allemands.

## L'Athenaeum
La revue littéraire Athenaeum, fondée en 1798 par les frères Schlegel, est considérée comme la publication centrale du Cercle d'Iéna. Friedrich Schlegel, Auguste Schlegel, Dorothea von Schlegel, Caroline Schelling (alors mariée à Auguste Schlegel), Novalis, August Ferdinand Bernhardi, Sophie Bernhardi, Friedrich Schleiermacher, August Ludwig Hülsen, Carl Gustaf von Brinkman contribuent au fil des trois volumes de publications, de 1798 à 1800. L'Athenaeum, rappelle Alain Montandon, témoigne du fait que le romantisme, « avant d'être une sensibilité ou un style, est d'abord une théorie (ce qui ne saurait étonner pour qui sait l'importance des lectures et des réflexions philosophiques de l'époque [...]). », et théorie de ce que Friedrich Schlegel conçoit dans sa Lettre sur le roman (Brief über den Roman, 1800) comme un absolu littéraire, mêlant à la fois pratique et critique. C'est l'enseignement premier que tire Friedrich Schlegel de la lecture de Jacques le fataliste de Diderot, ou du Tristram Shandy de Sterne, romans fondés sur la digression, forme absolue de liberté créatrice. De fait, plutôt que lieu de publication d'œuvres littéraires originales, la revue de Schlegel est avant tout un rassemblement de fragments de pensée et de notes de lectures, un recueil de critique ; faisant de cette forme du recueil ou du fragment le fondement même d'une esthétique nouvelle - l'Idée atteinte par un jaillissement bref du langage, que Schlegel appelle « Witz », que Baudelaire nomme « fusées » -, qui sera explorée particulièrement par Novalis.

### Publications: 1798-1800

#### 1798
- Premier volume, première partie :
  - Vorerinnerung

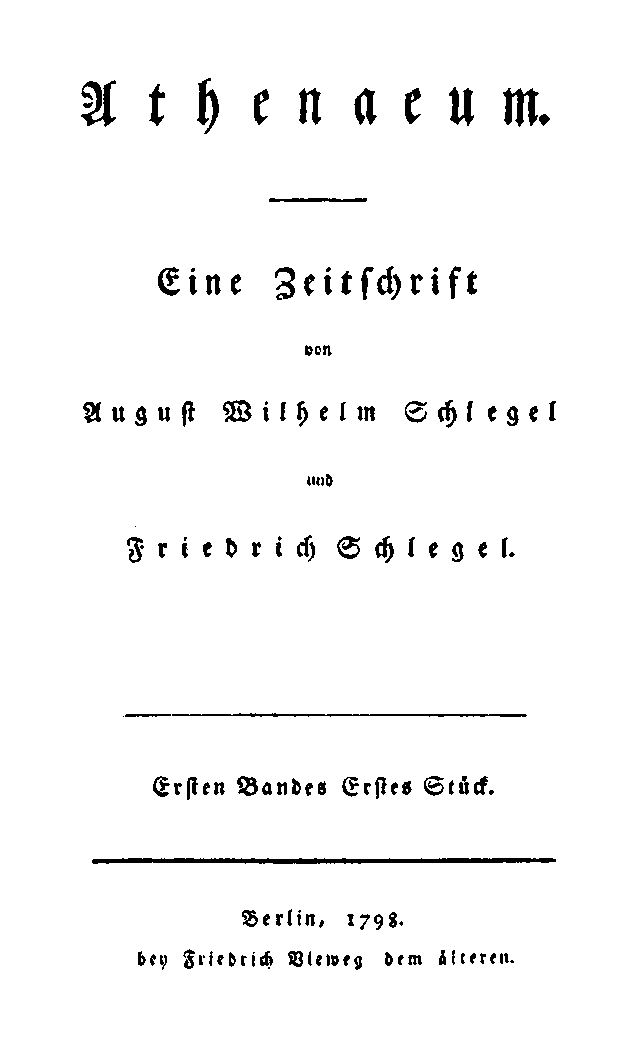
Page de titre de la première parution de lAthenæum (1798)

  - I. W. — [Wilhelm Schlegel]: Die Sprachen. Ein Gespräch über Klopstocks grammatische Gespräche. 3–69
  - II. Novalis: Вlüthenstaub. 70–106
  - III. W. u. F. [Wilh. und Fried. Schlegel]: Elegien aus dem Griechischen. 107—111
  - IV. W. [Wilh. Schlegel]: Beyträge zur Kritik der neuesten Litteratur. 141–177
- Premier volume, seconde partie :
  - I. [451] Fragmente von Wilhelm, Friedrich und Caroline (?) Schlegel, Novalis, Schleiermacher. 3—146.
  - II. Friedr. Schlegel: Ueber Goethe’s Meister [I]. 147—178

#### 1799
- Deuxième volume, première partie :
  - I. F. [Friedr. Schlegel]: Ueber die Philosophie. An Dorothea. 1—38
  - II. W. [Wilhelm und Caroline Schlegel]: Die Gemählde. Gespräch. [mit eingestreuten Gedichten Wilh. Schlegels]. 39–151
  - III. [Aug. Ludw.] Hülsen: Ueber die natürliche Gleichheit der Menschen. 152—180.
- Deuxième volume, seconde partie :
  - I. W. [Wilh. Schlegel]: Die Kunst der Griechen. An Goethe. Elegie. „Kämpfend verirrt sich die Welt“. 181–192
  - II. W. [Wilh. Schlegel]: Ueber Zeichnungen zu Gedichten und John Flaxman’s Umrisse. 193–246
  - III. Der rasende Roland. Eilfter Gesang. 247–284
  - IV. Notizen. 284—327.
    - [A. W. Schlegel]: Einleitung. 285—288
    - [Friedr. Schlegel]: Schleiermachers Reden über die Religion. 289—300
    - [Schleiermacher]: Anthropologie on Immanuel Kant. 300—306
    - [A. W. Schlegel]: Notizen. 307–327

  - Litterarischer Reichsanzeiger oder Archiv der Zeit und ihres Geschmacks. 328—340

#### 1800
- Troisième volume, première partie :
  - I. Friedrich Schlegel: An Heliodora. 1–3
  - II. Friedr. Schlegel: Ideen. 4–33
  - III. Hülsen: Natur-Betrachtungen auf einer Reise durch die Schweiz. 34—57
  - IV. Fr. Schlegel: Gespräch über die Poesie. Einleitung. 58—67
  - V. Notizen.
    - [Schleiermacher]: Garve’s letzte noch von ihm selbst herausgegebene Schriften 129—139
    - [Wilh. Schlegel]: Matthissons Basrelief am Sarkofage des Jahrhunderts; Alius Abenteuer; Nachtrag zu M.'s Gedichten; Musenalmanach für 1800 von Voss; F. W. A. Schmidt; Wettgesang zwischen Voss, Matthisson und Schmidt „Voss, Poesie wie die schwarze Suppe“. 139—164
- Troisième volume, seconde partie :
  - I. F. [Friedrich Schlegel]: An die Deutschen. „Vergaset auf ewig ihr der hohen Ahnen“. 165–168
  - II. F. [Friedrich Schlegel]: Gespräch über die Poesie. (Forts. u. Schluss.) 169–187
  - III. Novalis: Hymnen an die Nacht. 188–204
  - IV. Sophie B. [Bernhardi]: Lebensansicht. 205–215
  - V. W. u. F. [Wilhelm und Friedrich Schlegel]: Idyllen aus dem Griechischen. 216–227
  - VI. A. W. Schlegel, Friedrich Schlegel: Sonette. 233–237
  - VII. Notizen.
    - D. [Dorothea]: Moralische Erzählungen von Ramdohr. 238–243
    - S -r [Schleiermacher]: Engels Philosoph für die Welt. III. Th. 243–252
    - W. [Wilhelm Schlegel]: Parny, La guerre des dieux. 252–266
    - B. [Bernhardi]: Verstand und Erfahrung. Eine Metakritik zur Kritik der reinen Vernunft von J. G. Herder. Zwei Theile. 266–281
    - S — r. [Schleiermacher]: Fichtes Bestimmung des Menschen. 281–295
    - A. W. Schlegel: Soltaus Don Quixote [Tiecks Uebersetzg.]; Belletristische Zeitung. 295–334

  - VIII. F. [Friedrich Schlegel]: Ueber die Unverständlichkeit. 335–352

## Idéologie
Un regard jeté sur les sommaires des diverses livraisons de l'Atheneum renseigne sur l'amplitude des sujets traités par les premiers romantiques allemands, symptôme de la volonté de Friedrich Schlegel, homme-orchestre du mouvement, de mettre sur pied une idéologie totalisant tous les aspects du monde, et de la relation du sujet au monde : aspect critique du Witz, examen comparé des religions (protestantisme et catholicisme, auquel se convertiront Tieck, Brentano, plus tard Friedrich Schlegel), problèmes esthétiques, problèmes métaphysiques.
« Le propre du projet romantique, tel que Novalis le définit dans ses cahiers, consiste à vouloir la variation et à penser la diversification à l´œuvre dans la nature et dans l´homme ». Cette volonté de renouveler la vision du monde de leur temps par fragments, en mêlant de multiples disciplines, en faisant cohabiter métaphysique et mysticisme, conte populaire et forme poétique, fait des premiers romantiques allemands les prédécesseurs reconnus des surréalistes. « Que ce monde finisse par s'épuiser dans l'isolement de l'ésotérisme ne le rend pas moins attachant et les premiers, les surréalistes français ont su trouver en ces romantiques de fascinants précurseurs – comme dit André Breton à propos du plus scientifique de ces romantiques, J.W. Ritter – "des surréalistes avant la lettre" ».

## Œuvres
Tout comme les publications de l'Athenaeum se démarquent du classicisme de Weimar, les œuvres du Führomantik tentent de créer une rupture avec les canons romanesques instaurés par Goethe, en introduisant dans la trame du récit la magie, l'inexplicable, l'irrationnel, tout ce qui tient du conte populaire (Volksmärchen), et ce que Schlegel nomme l'ironie romantique. La relation entre le réel et l'imaginaire doit rendre compte de la totalité idéale du monde.

« Les représentants du premier romantisme d’Iéna, comme Ludwig Tieck, Friedrich Schlegel et Novalis s’attachent surtout à se démarquer du modèle du Wilhelm Meister [de Goethe] : tous reconnaissent que ce roman a permis à Goethe d’ouvrir une brèche dans le champ de la poétique, mais ils critiquent en même temps les aspects réalistes et donc prosaïques de l’histoire du jeune Wilhelm. Tieck, dans son ouvrage Les Pérégrinations de Franz Sternbald (Franz Sternbalds Wanderungen, 1798), opte ainsi pour le genre du « roman d’artiste » (« Künstlerroman »), afin de garantir au personnage central de son roman une existence poétique, en accord avec l’idéal romantique d’une existence entièrement vouée à l’art et à l’esthétique. Lorsque Friedrich Schlegel écrit Lucinde en 1799, il est partagé entre son admiration pour le roman de Goethe, et sa volonté d’élargir le genre romanesque à l’aune de l’esthétique romantique qu’il élabore à cette même époque par ses contributions à la revue Athenäum. Dans Henri d’Ofterdingen (Heinrich von Ofterdingen, 1802), roman inachevé de Novalis, l’auteur opte pour une orientation radicalement poétique de l’histoire d’Henri, jeune musicien dont l’errance est constamment inspirée par le souvenir d’un rêve d’enfance, au cours duquel le visage de sa future bien-aimée lui a été révélé dans la vision d'une fleur bleue. »